# Montpelier (Dakota du Nord)
Pour les articles homonymes, voir Montpellier (homonymie).
La ville américaine de Montpelier est située dans le comté de Stutsman, dans l’État du Dakota du Nord. Lors du recensement de 2010, sa population s’élevait à 87 habitants.

## Histoire
Montpelier a été fondée en 1885.

## Démographie
| 1920 | 1930 | 1940 | 1950 | 1960 | 1970 |
| ---- | ---- | ---- | ---- | ---- | ---- |
| 186  | 165  | 133  | 105  | 97   | 116  |

| 1980 | 1990 | 2000 | 2010 | - | - |
| ---- | ---- | ---- | ---- | - | - |
| 96   | 82   | 103  | 87   | - | - |

## Source
- (en) Cet article est partiellement ou en totalité issu de l’article de Wikipédia en anglais intitulé « Montpelier, North Dakota » (voir la liste des auteurs).